# Letiště Hrabůvka
Letiště Hrabůvka je zaniklé letiště v Ostravě, které se rozkládalo na části území dnešního městského obvodu Ostrava-Jih a bylo v provozu od roku 1936 do přelomu 50. a 60. let 20. století. Po jeho zrušení byla jeho letištní plocha zastavěna převážně panelovou zástavbou sídlišť Hrabůvka a Dubina.

## Historie
S výstavbou letiště v katastrálním území Hrabůvky počítalo město Ostrava už od roku 1925. Samotné stavební práce se realizovaly roku 1936, v květnu téhož roku zde přistálo první letadlo. Fungoval zde Ostravský aeroklub, který se do konce roku 1938 zasloužil o rozšíření letiště na cca 48 ha s přistávacím pásem 1000 × 150 m.
Za druhé světové války sloužilo letiště Hrabůvka jako základna Luftwaffe. Na jejím konci byly hangáry poničeny ustupujícími Němci, kteří letištní plochu rozorali, budovy odpálili a okolí letiště zaminovali. V 50. letech zde stály čtyři hangáry (při ulici Cholevova), odbavovací a správní budova a další objekty. Z hangárů se dochoval do současnosti pouze jediný na ulici Václava Jiřikovského. Dlouhá léta sloužil jako sklad obilí, v průběhu 90. let se z něj stala prodejna potravin.
Letiště muselo na přelomu 50. a 60. let ustoupit bytové výstavbě v oblasti dnešního obvodu Ostrava-Jih. Jeho bývalá plocha je zastavěna obytnými domy. Jeho existenci připomíná název ulice U Letiště a jméno restaurace Dakota (původně zázemí ČSA). Ostravské aglomeraci dnes slouží letiště v Mošnově zprovozněné v roce 1959, které se nachází o několik kilometrů jižněji.

## Využití
Za války letiště sloužilo vejenským účelům, působila zde nacistická letecká škola a od roku 1945 zde byly umístěny stíhací letouny pro posílení obrany před postupující frontou. V poválečném období bylo letiště začleněno do vnitrostání dopravy ČSA. Létalo se do Prahy, krátce i do Zlína, Olomouce, Brna a Piešťan. Od roku 1951 existovala i letecké spojení s Košicemi.
Letiště dále využívaly různé spolky, např. Hornický aeroklub, Ostravský aeroklub, Aeroklub Vítkovických železáren.
V červenci 1957 na letišti přistála delegace v čele s tajemníkem ÚV KSSS Nikitou Chruščovem, který mimo jiné navštívil Novou huť a právě budované sídliště Poruba.